# Arabische Leichtathletik-Meisterschaften 2023
Die 23. Arabischen Leichtathletik-Meisterschaften fanden vom 20. bis 24. Juni 2023 im marokkanischen Marrakesch statt, womit Marokko erstmals Austragungsland dieser Meisterschaften war.

## Ergebnisse Männer

### 100 m
| Platz | Athlet                  | Land | Zeit (s) |
| ----- | ----------------------- | ---- | -------- |
| 1     | Femi Ogunode            | QAT  | 10,19 CR |
| 2     | Abdullah Abkar Mohammed | KSA  | 10,29    |
| 3     | Ali Ashraf al-Ashmawi   | EGY  | 10,33    |
| 4     | Mohamed Daoud Abdullah  | KSA  | 10,34    |
| 5     | Tosin Ogunode           | QAT  | 10,50    |
| 6     | Barakat al-Harthi       | OMA  | 10,64    |
| 7     | Noureddine Hadid        | LBN  | 10,64    |
| 8     | Amine Aït el-Hadj       | MAR  | 10,67    |

21. Juni
Wind: 0,0 m/s

### 200 m
| Platz                        | Athlet                    | Land | Zeit (s) |
| ---------------------------- | ------------------------- | ---- | -------- |
| 1                            | Femi Ogunode              | QAT  | 20,52    |
| 2                            | Mohamed Obaid al-Saadi    | OMA  | 20,62    |
| 3                            | Fahhad Mohammed al-Subaie | KSA  | 20,71    |
| 4                            | Taha Hussein Yaseen       | IRQ  | 20,89    |
| 5                            | Machmour Chakir           | MAR  | 21,04    |
| 6                            | Rashid al-Aasmi           | OMA  | 21,11    |
|                              | Abdulaziz Abdui Atafi     | KSA  | DNF      |
| Mohamed Abdul Ridha Chunchun | IRQ                       | DSQ  |          |

24. Juni
Wind: −0,1 m/s

### 400 m
| Platz | Athlet                              | Land | Zeit (s) |
| ----- | ----------------------------------- | ---- | -------- |
| 1     | Ashraf Hussen Osman                 | QAT  | 45,01    |
| 2     | Youssef Masrahi                     | KSA  | 45,32    |
| 3     | Mazen al-Yassin                     | KSA  | 45,40    |
| 4     | Hamza Dair                          | MAR  | 45,43    |
| 5     | Ayman el-Haddaoui                   | MAR  | 45,93    |
| 6     | Taha Hussein Yaseen                 | IRQ  | 47,44    |
| 7     | Yasir Ali al-Saadi                  | IRQ  | 47,44    |
| 8     | Hamzah Abdulla Humaid Said al-Jabri | OMA  | 47,46    |

21. Juni

### 800 m
| Platz | Athlet                 | Land | Zeit (min) |
| ----- | ---------------------- | ---- | ---------- |
| 1     | Abdelati el-Guesse     | MAR  | 1:46,44    |
| 2     | Mostafa Smaili         | MAR  | 1:46,69    |
| 3     | Abdullah al-Yaari      | YEM  | 1:48,45    |
| 4     | Ebrahim al-Zofairi     | KUW  | 1:49,11    |
| 5     | Husain Mohsin al-Farsi | OMA  | 1:49,20    |
| 6     | Noureddine Adel Merzeh | IRQ  | 1:49,24    |
| 7     | Mohamed Idriss Hassan  | DJI  | 1:50,08    |
| 8     | Mohamed Hannouf        | LBN  | 1:50,31 NR |

24. Juni

### 1500 m
| Platz | Athlet                          | Land | Zeit (min) |
| ----- | ------------------------------- | ---- | ---------- |
| 1     | Abdelatif Sadiki                | MAR  | 3:46,84    |
| 2     | Hicham Akankam                  | MAR  | 3:46,84    |
| 3     | Ali Idow Hassan                 | SOM  | 3:46,84    |
| 4     | Hassan Idleh Diraneh            | DJI  | 3:54,92    |
| 5     | Ahmed Kenawy Mohamed            | EGY  | 3:55,72    |
| 6     | Tamer Qaoud                     | PLE  | 3:56,65    |
| 7     | Mostafa Ghareeb Ibrahim Mohamed | EGY  | 3:57,80    |

21. Juni

### 5000 m
| Platz | Athlet                   | Land | Zeit (min) |
| ----- | ------------------------ | ---- | ---------- |
| 1     | Mohamed Ismail Ibrahim   | DJI  | 14:27,97   |
| 2     | Hussein Sougueh          | DJI  | 14:29,28   |
| 3     | Hafid Rizqy              | MAR  | 14:31,55   |
| 4     | Taha Er Raouy            | MAR  | 14:42,86   |
| 5     | Youssef Mohamed al-Asiri | KSA  | 14:43,45   |
| 6     | Mohamed Hrezi            | LBY  | 14:43,82   |

24. Juni

### 10.000 m
| Platz | Athlet               | Land | Zeit (min) |
| ----- | -------------------- | ---- | ---------- |
| 1     | Hicham Ouladha       | MAR  | 30:23,78   |
| 2     | Abdi Waiss Mouhyadin | DJI  | 30:26,04   |
| 3     | Tariq Ahmed al-Amri  | KSA  | 30:30,12   |
| 4     | Ahmed el-Hassouni    | MAR  | 30:54,92   |

20. Juni

### Halbmarathon
| Platz | Athlet               | Land | Zeit (h) |
| ----- | -------------------- | ---- | -------- |
| 1     | Abdi Waiss Mouhyadin | DJI  | 1:06:33  |
| 2     | Mouhcine Outalha     | MAR  | 1:06:34  |
| 3     | Hassan Toriss        | MAR  | 1:06:44  |

24. Juni

### 20.000 m Bahngehen
| Platz | Athlet                          | Land | Zeit (h) |
| ----- | ------------------------------- | ---- | -------- |
| 1     | Mohamed Ragab Saleh             | EGY  | 1:29:26  |
| 2     | Mohamed Loqmane                 | MAR  | 1:29:52  |
| 3     | Hassan Maataoui                 | MAR  | 1:31:08  |
| 4     | Oussama Farhat                  | TUN  | 1:38:35  |
| 5     | al-Shaali Hassan Jasim al-Nuami | VAE  | 1:43:43  |

20. Juni

### 110 m Hürden
| Platz | Athlet                   | Land | Zeit (s) |
| ----- | ------------------------ | ---- | -------- |
| 1     | Yaqoub Mohamed al-Youha  | KUW  | 13,58 CR |
| 2     | Mohamed Koussi           | MAR  | 13,74    |
| 3     | Yousuf Badawy Sayed      | EGY  | 13,77 NR |
| 4     | Kadhim Naser             | IRQ  | 13,85    |
| 5     | Ayoub Ben Nouri          | MAR  | 14,14    |
| 6     | Shaker Abdullah al-Salim | KSA  | 14,18    |
| 7     | Oumar Doudai Abakar      | QAT  | 14,27    |
| 8     | Atia Mohamed al-Shamrani | KSA  | 14,41    |

21. Juni
Wind:+0,7 m/s

### 400 m Hürden
| Platz | Athlet                   | Land | Zeit (s) |
| ----- | ------------------------ | ---- | -------- |
| 1     | Bassem Hemeida           | QAT  | 48,79 CR |
| 2     | Saad Hinti               | MAR  | 49,66    |
| 3     | el-Mehdi Dimokrati       | MAR  | 49,91    |
| 4     | Mohammed Duhaim al-Muawi | KSA  | 50,21    |
| 5     | Marc Anthony Ibrahim     | LBN  | 51,39    |
| 6     | Ahmed Gamal Gomaa        | IRQ  | 51,79    |
| 7     | Jasem Walied al-Mas      | KUW  | 52,44    |

24. Juni

### 3000 m Hindernis
| Platz | Athlet                            | Land | Zeit (min) |
| ----- | --------------------------------- | ---- | ---------- |
| 1     | Mohammed Msaad                    | MAR  | 8:33,49    |
| 2     | Salaheddine Ben Yazide            | MAR  | 8:35,14    |
| 3     | Salem Mohamed Attiaallah          | EGY  | 8:35,82    |
| 4     | Mohamed Ibrahim el-Djaridi        | TUN  | 8:38,58    |
| 5     | Mohamed Abdullah Mahal Habbaniyah | IRQ  | 8:39,54    |
| 6     | Wesam al-Farsi                    | KSA  | 8:49,43    |
| 7     | Awaleh Abdifatah                  | DJI  | 9:11,93    |
| 8     | Bader Ali al-Amrani               | KSA  | 9:15,05    |

21. Juni

### 4 × 100 m Staffel
| Platz | Land          | Athleten | Zeit (s) |
| ----- | ------------- | -------- | -------- |
| 1     | Saudi-Arabien |          | 39,08    |
| 2     | Katar         |          | 40,18    |
| 3     | Marokko       |          | 40,38    |

### 4 × 400 m Staffel
| Platz | Land    | Athleten | Zeit (min) |
| ----- | ------- | -------- | ---------- |
| 1     | Marokko |          | 3:06,56    |
| 2     | Irak    |          | 3:07,42    |
| 3     | Oman    |          | 3:14,25    |

### Hochsprung
| Platz | Athlet                | Land | Höhe (m) |
| ----- | --------------------- | ---- | -------- |
| 1     | Fatak Bait Jaboob     | OMA  | 2,14 NR  |
| 2     | Hussein al-Ibraheemi  | IRQ  | 2,12     |
| 3     | Hamdi al-Amin         | QAT  | 2,12     |
| 4     | Hicham el-Ansari      | MAR  | 2,12     |
| 5     | Mohamed Amine Moharib | MAR  | 1,95     |

20. Juni

### Stabhochsprung
| Platz | Athlet                          | Land | Höhe (m) |
| ----- | ------------------------------- | ---- | -------- |
| 1     | Seif Heneida                    | QAT  | 5,40     |
| 2     | Tamer Ashraf Mohamed            | EGY  | 5,20     |
| 3     | Hussain al-Hizam                | KSA  | 5,20     |
| 4     | Faleh Hussein Hassan Abdulwahid | IRQ  | 4,90     |
| 5     | Amir Subeih Seihoud             | IRQ  | 4,90     |

21. Juni

### Weitsprung
| Platz | Athlet                | Land | Weite (m) |
| ----- | --------------------- | ---- | --------- |
| 1     | Salim al-Yarabi       | OMA  | 7,75 NR   |
| 2     | Zayed Latif           | MAR  | 7,69      |
| 3     | Abdelouahed Bouhila   | MAR  | 7,47      |
| 4     | Hossam Salamah Shoman | EGY  | 7,43      |
| 5     | Humod Ali al-Wani     | KSA  | 7,42      |

24. Juni

### Dreisprung
| Platz | Athlet                | Land | Weite (m) |
| ----- | --------------------- | ---- | --------- |
| 1     | Salim al-Yarabi       | OMA  | 16,42 NR  |
| 2     | Abdelhakim Mlaab      | MAR  | 15,73     |
| 3     | Mohamed Hammadi       | MAR  | 15,73     |
| 4     | Hossam Salamah Shoman | EGY  | 15,68     |
| 5     | Sami Bakhit           | KSA  | 14,93     |

23. Juni

### Kugelstoßen
| Platz | Athlet                    | Land | Weite (m) |
| ----- | ------------------------- | ---- | --------- |
| 1     | Mostafa Amr Hassan        | EGY  | 20,63     |
| 2     | Mohamed Magdi Hamza       | EGY  | 20,33     |
| 3     | Mohammed Tolo             | KSA  | 19,12     |
| 4     | Mohamed Baqir al-Hamidawi | IRQ  | 17,12     |
| 5     | Amine Moukhles            | MAR  | 16,31     |

20. Juni

### Diskuswurf
| Platz | Athlet                       | Land | Weite (m) |
| ----- | ---------------------------- | ---- | --------- |
| 1     | Essa Mohamed al-Zenkawi      | KUW  | 59,20     |
| 2     | Moaaz Mohamed Ibrahim        | QAT  | 59,11     |
| 3     | Shehab Mohamed Abdalaziz     | EGY  | 57,01     |
| 4     | Osama Hassan al-Oqali        | KSA  | 51,97     |
| 5     | Abdullah Mohammad al-Zankawi | KUW  | 51,95     |
| 6     | Elbachir Mbarki              | MAR  | 51,42     |
| 7     | Gardam Abdelkader            | MAR  | 49,24     |

24. Juni

### Hammerwurf
| Platz | Athlet                    | Land | Weite (m) |
| ----- | ------------------------- | ---- | --------- |
| 1     | Mostafa el-Gamel          | EGY  | 75,70     |
| 2     | Ahmed Tarek Ismail        | EGY  | 70,65     |
| 3     | Mohsen Anani              | TUN  | 67,48     |
| 4     | Mohammed al-Dubaisi       | KSA  | 66,53     |
| 5     | Ashraf Amgad el-Seify     | QAT  | 65,92     |
| 6     | Mohamed Abdullah al-Zayer | KSA  | 62,32     |
| 7     | Hussein al-Bayati         | IRQ  | 61,28     |
| 8     | Saad Ouahdi               | MAR  | 60,81     |

21. Juni

### Speerwurf
| Platz | Athlet               | Land | Weite (m) |
| ----- | -------------------- | ---- | --------- |
| 1     | Moustafa Mahmoud     | EGY  | 77,32     |
| 2     | Abdulrahman al-Azemi | KUW  | 71,84 NR  |
| 3     | Ali Essa Abdelghani  | KSA  | 69,09     |
| 4     | Abdellah Charaii     | MAR  | 61,13     |

23. Juni

### Zehnkampf
| Platz | Athlet                       | Land | Punkte |
| ----- | ---------------------------- | ---- | ------ |
| 1     | Ahmed Mahmoud Taher          | EGY  | 7032   |
| 2     | Abd el-Sajjad Saadoun Nasser | IRQ  | 6823   |
| 3     | Saeed Abdullah Mobarak       | KSA  | 6182   |

23./24. Juni

## Ergebnisse Frauen

### 100 m
| Platz | Athletin            | Land | Zeit (s) |
| ----- | ------------------- | ---- | -------- |
| 1     | Bassant Hemida      | EGY  | 11,33    |
| 2     | Aziza Sbaity        | LBN  | 11,69    |
| 3     | Mudhawi al-Shammari | KUW  | 11,76    |
| 4     | Mazoon al-Alawi     | OMA  | 11,99    |
| 5     | Hajar Eddou         | MAR  | 12,07    |
| 6     | Engi Tarek Ragaa    | EGY  | 12,27    |
| 7     | Iman Mekrazi        | MAR  | 12,28    |
| 8     | Jamil Sa Roukaya    | IRQ  | 12,45    |

21. Juni
Wind: +0,1 m/s

### 200 m
| Platz | Athletin            | Land | Zeit (s) |
| ----- | ------------------- | ---- | -------- |
| 1     | Aziza Sbaity        | LBN  | 23,81    |
| 2     | Mudhawi al-Shammari | KUW  | 23,95    |
| 3     | Sara el-Hachimi     | MAR  | 23,99    |
| 4     | Hajar Eddou         | MAR  | 24,70    |
| 5     | Maram Mahmoud Ahmed | EGY  | 24,88    |
| 6     | Jamil Sa Roukaya    | IRQ  | 24,70    |
| 7     | Diyeh Nizar Rafik   | IRQ  | 25,76    |

23. Juni
Wind: −0,4 m/s

### 400 m
| Platz | Athletin         | Land | Zeit (s) |
| ----- | ---------------- | ---- | -------- |
| 1     | Salma Lehlali    | MAR  | 53,67    |
| 2     | Sara el-Hachimi  | MAR  | 54,18    |
| 3     | Aveen Shaheen    | IRQ  | 57,13    |
| 4     | Gretta Taslakian | LBN  | 57,43    |
| 5     | Rasha Badrani    | LBN  | 57,43    |

21. Juni

### 800 m
| Platz | Athletin       | Land | Zeit (min) |
| ----- | -------------- | ---- | ---------- |
| 1     | Assia Raziki   | MAR  | 2:13,20    |
| 2     | Soukaina Hajji | MAR  | 2:13,62    |
| 3     | Joan Makary    | LBN  | 2:21,72    |

21. Juni

### 1500 m
| Platz | Athletin         | Land | Zeit (min) |
| ----- | ---------------- | ---- | ---------- |
| 1     | Rababe Arafi     | MAR  | 4:24,37    |
| 2     | Wafa Zaroual     | MAR  | 4:27,01    |
| 3     | Layla al-Masri   | PLE  | 4:37,41    |
| 4     | Joan Makary      | LBN  | 4:41,91    |
| 5     | Jennifer Tomazou | LBN  | 5:01,19    |

24. Juni

### 5000 m
| Platz | Athletin          | Land | Zeit (min) |
| ----- | ----------------- | ---- | ---------- |
| 1     | Rahma Tahiri      | MAR  | 16:25,05   |
| 2     | Kaoutar Farkoussi | MAR  | 16:25,15   |
| 3     | Habon Ahmed       | DJI  | 16:37,07   |
| 4     | Layla al-Masri    | PLE  | 17:12,76   |
| 5     | Jennifer Tomazou  | LBN  | 18:46,13   |

20. Juni

### 10.000 m
| Platz | Athletin              | Land | Zeit (min) |
| ----- | --------------------- | ---- | ---------- |
| 1     | Soukaina Atanane      | MAR  | 35:36,05   |
| 2     | Hanane Qallouj        | MAR  | 35:50,77   |
| 3     | Hanin Tahir al-Rimawy | PLE  | 54:32,82   |

23. Juni

### Halbmarathon
| Platz | Athletin               | Land | Zeit (h) |
| ----- | ---------------------- | ---- | -------- |
| 1     | Rkia el-Moukim         | MAR  | 1:15:00  |
| 2     | Fatima Ezzahra Gardadi | MAR  | 1:17:05  |
| 3     | Habon Ahmed            | DJI  | 1:18:50  |

24. Juni

### 10 km Gehen
| Platz | Athletin         | Land | Zeit (min) |
| ----- | ---------------- | ---- | ---------- |
| 1     | Sirine Mejri     | TUN  | 46:59 CR   |
| 2     | Soukaina Bouaoud | MAR  | 47:36      |
| 3     | Djamile Zoughmi  | TUN  | 48:01      |

20. Juni

### 100 m Hürden
| Platz | Athletin        | Land | Zeit (s) |
| ----- | --------------- | ---- | -------- |
| 1     | Lina Ahmed      | EGY  | 13,55    |
| 2     | Noura Ennadi    | MAR  | 13,73    |
| 3     | Doha Razqi      | MAR  | 14,15    |
| 4     | Kurdistan Jamal | IRQ  | 14,55    |
| 5     | Mazoon al-Alawi | OMA  | 14,85    |

21. Juni
Wind: +0,2 m/s

### 400 m Hürden
| Platz | Athletin        | Land | Zeit (s) |
| ----- | --------------- | ---- | -------- |
| 1     | Noura Ennadi    | MAR  | 54,98 CR |
| 2     | Doha Razqi      | MAR  | 59,75    |
| 3     | Rasha Badrani   | LBN  | 65,16    |
| 4     | Kurdistan Jamal | IRQ  | 65,16    |

24. Juni

### 3000 m Hindernis
| Platz | Athletin       | Land | Zeit (min) |
| ----- | -------------- | ---- | ---------- |
| 1     | Ikram Ouaaziz  | MAR  | 9:48,03    |
| 2     | Khadija Nasiri | MAR  | 10:27,29   |

23. Juni

### 4 × 100 m Staffel
| Platz | Land    | Athletinnen | Zeit (s) |
| ----- | ------- | ----------- | -------- |
| 1     | Marokko |             | 46,04    |
| 2     | Ägypten |             | 46,62    |
| 3     | Irak    |             | 48,21    |

### 4 × 400 m Staffel
| Platz | Land    | Athletinnen                                           | Zeit (min) |
| ----- | ------- | ----------------------------------------------------- | ---------- |
| 1     | Marokko |                                                       | 3:39,88    |
| 2     | Libanon | Tala Fakhoury Nada el-Kurdi Joan Makary Rasha Badrani | 4:23,66    |

### Hochsprung
| Platz | Athletin         | Land | Höhe (m) |
| ----- | ---------------- | ---- | -------- |
| 1     | Rhizlane Siba    | MAR  | 1,78     |
| 2     | Assiya el-Hafyan | MAR  | 1,74     |
| 3     | Maryam Abdulelah | IRQ  | 1,74     |

21. Juni

### Stabhochsprung
| Platz | Athletin        | Land | Höhe (m) |
| ----- | --------------- | ---- | -------- |
| 1     | Dorra Mahfoudhi | TUN  | 3,90     |
| 2     | Dina el-Tabaa   | EGY  | 3,65     |

23. Juni

### Weitsprung
| Platz | Athletin               | Land | Höhe (m) |
| ----- | ---------------------- | ---- | -------- |
| 1     | Esraa Owis             | EGY  | 6,53     |
| 2     | Yousra Lajdoud         | MAR  | 6,47     |
| 3     | Inas Mohamed Gherib    | EGY  | 5,85     |
| 4     | Aya el-Aglaoui         | MAR  | 5,57     |
| 5     | Aisha Waleed al-Khuder | KUW  | 5,45 NR  |

20. Juni

### Dreisprung
| Platz | Athletin            | Land | Weite (m) |
| ----- | ------------------- | ---- | --------- |
| 1     | Esraa Owis          | EGY  | 13,08     |
| 2     | Aya el-Aglaoui      | MAR  | 12,77     |
| 3     | Maryam Ellouke      | MAR  | 12,67     |
| 4     | Inas Mohamed Gherib | EGY  | 12,51     |

24. Juni

### Kugelstoßen
| Platz | Athletin            | Land | Weite (m) |
| ----- | ------------------- | ---- | --------- |
| 1     | Nada Chroudi        | TUN  | 13,80     |
| 2     | Zainab Zeroual      | MAR  | 13,14     |
| 3     | Echaabia Belmaachi  | MAR  | 11,80     |
| 4     | Salem Rijaj Essayah | LBY  | 11,48     |

24. Juni

### Diskuswurf
| Platz | Athletin            | Land | Weite (m) |
| ----- | ------------------- | ---- | --------- |
| 1     | Salem Rijaj Essayah | LBY  | 51,50     |
| 2     | Chaima Chouikh      | TUN  | 50,21     |
| 3     | Jihane Mrabet       | MAR  | 47,54     |
| 4     | Chaimae Bouchaal    | MAR  | 42,30     |

21. Juni

### Hammerwurf
| Platz | Athletin         | Land | Weite (m) |
| ----- | ---------------- | ---- | --------- |
| 1     | Rawan Barakat    | EGY  | 63,47     |
| 2     | Soukaina Zakkour | MAR  | 55,76     |
| 3     | Sinda Garma      | TUN  | 47,54     |
| 4     | Ilham Chahine    | MAR  | 52,79     |

23. Juni

### Speerwurf
| Platz | Athletin         | Land | Weite (m) |
| ----- | ---------------- | ---- | --------- |
| 1     | Nezha Marzak     | MAR  | 42,88     |
| 2     | Nisreen Lachhab  | TUN  | 37,19     |
| 3     | Chaimae Bouchaal | MAR  | 31,82     |

20. Juni

### Siebenkampf
| Platz | Athletin      | Land | Punkte  |
| ----- | ------------- | ---- | ------- |
| 1     | Nada Chroudi  | TUN  | 5151 CR |
| 2     | Dounia Bamous | MAR  | 3746    |
| 3     | Safae Maskani | MAR  | 3618    |

20./21. Juni